# Sedliště (Vyskytná)
Sedliště (německy Sedlischt) je vesnice ležící v okrese Pelhřimov v Kraji Vysočina. Osada je místní částí obce Vyskytná, od které je vzdálena asi 2 km severozápadním směrem. Západně od Sedliště protéká Kladinský potok, který je levostranným přítokem Jankovského potoka.

## Historie
První písemná zmínka o Sedlištích pochází z roku 1569.